# Гваии-Хаанас (национальный парк)
Национальная парковая резервация Гваии-Хаанас (англ. Gwaii Haanas National Park Reserve, фр. Réserve de parc national et site du patrimoine haïda Gwaii Haanas) — национальная парковая резервация Канады, расположенная в южной части Хайда-Гуаи, на северо-западе канадской провинции Британская Колумбия. Территориально парк включает южную половину острова Морсби, острова Лайелл, Кангит, Тану, Барнаби и другие более мелкие острова, расположенные возле юго-восточного побережья острова Морсби. Берега Морсби сильно изрезаны, изобилуют фьордами и заливами.
Парк Гуаи-Хаанас создан в 1988 году. В настоящее время на основе водных ресурсов вокруг парка рассматривается создание национального морского парка Гуаи-Хаанас.

## Физико-географические характеристики
Основу парка составляет горный хребет Сан-Кристовал (англ. San Christoval Mountains), главная вершина которого гора Ла-Туш (англ. Mount de la Touche) достигает высоты 1123 м. На больших высотах среди растительности доминирует тсуга горная, ниже представлены в основном туя складчатая, сосна и тсуга западная. Растительный и животный мир на островах существенно отличается от континентального. Часть видов отсутствует вовсе, другие представлены в виде уникальных подвидов. Например, барибал и американская куница значительно крупнее своих континентальных родственников. Некоторые виды были завезены на острова в недавнем прошлом. Среди них канадские бобры, белки, еноты-полоскуны, три вида крыс. В прибрежной полосе островов гнездится около полутора миллиона птиц, многих из которых можно встретить в парке. На километр побережья приходится гнездовий белоголовых орланов больше, чем в любом другом месте Канады, здесь появляется на свет больше сапсанов, чем где бы то ни было в мире.

## Управление
В 1974 году начались обсуждения будущего южной части острова Морсби в связи с желанием общественности сохранить природное и культурное наследие региона. В 1985 году совет народа хайда принял решение назвать регион историческим местом Хайда (англ. Haida Heritage Site). В 1988 году правительствами Канады и Британской Колумбии было подписано соглашение о южном Морсби, ставшее основанием создания парковой резервации.
В 1993 году правительство Канады и совет народа хайда подписали соглашение о Гуаи-Хаанас. Соглашение призвано защитить острова Королевы Шарлотты, которые на языке хайда носят название Гуаи-Хаанас (англ. Gwaii Haanas). По соглашению острова управляются совместной комиссией по управлению архипелагом (англ. Archipelago Management Board (AMB)), которая включает равное представительство со стороны совета народа хайда и правительства Канады.
Деревня Нинстинц, расположенная на территории парка, — самое южное поселение народа хайда, входит в список объектов всемирного наследия ЮНЕСКО в Канаде с 1981 года. На месте сохранились остатки жилых домов, погребальные и памятные резные столбы.

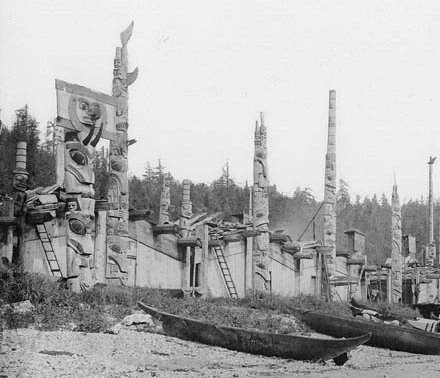
Деревня хайда, 1878 год
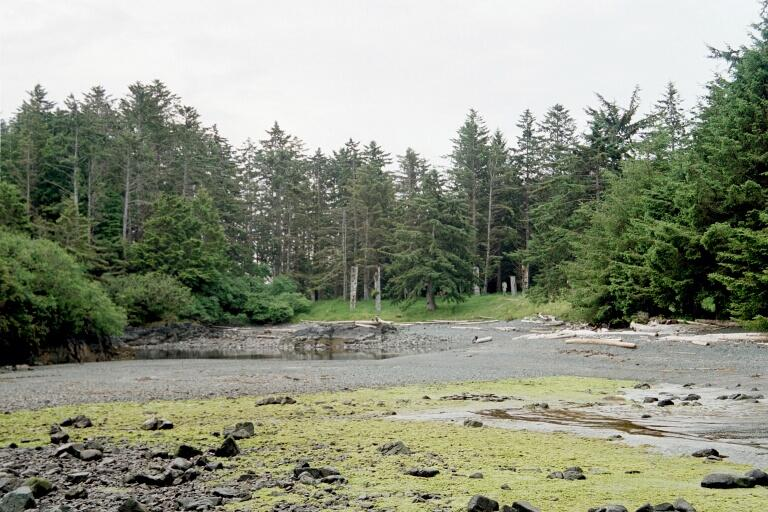
Деревня хайда
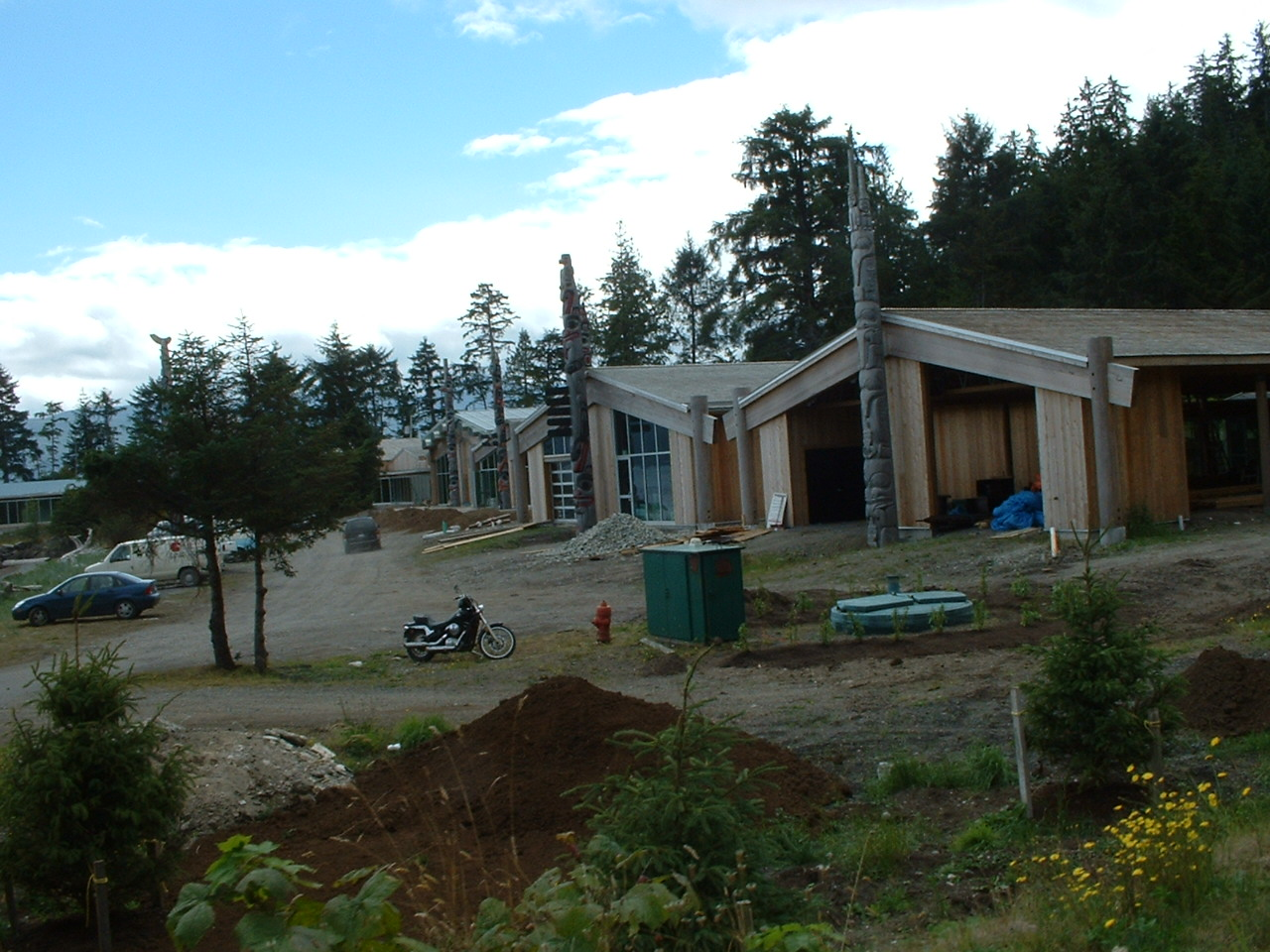
Музей Гуаи-Хаанас